# Moenje
Moenje és un grup de música sami-noruec que combina la musica tradicional noruega amb el joik i la cançó en sami del sud. Es va formar el 2016 per la cantant de joik Marja Mortensson i l'acordionista especialitzada en música tradicional de Helgeland, Hilde Fjerdingøy. El 2019 van publicar el seu primer àlbum Klarvær, que significa en noruec el mateix que moenje en sami del sud: bon temps. L'àlbum va ser finalista pel premi noruec Spellemanprisen en la categoria de música tradicional

## Integrants
- Marja Mortensson - joik
- Hilde Fjerdingøy - acordió
- Jo Einar Jansen - violí, talharpa
- Fredrik Luhr Dietrichson - contrabaix
- Øystein Aarnes Vik - percussió

## Discografia
- 2019 Klarvær (Kirkelig Kulturverksted)